# District de Leipzig (RDA)
Pour le district du Land de Saxe, voir District de Leipzig.
Le District de Leipzig était l'un des 15 Bezirke (districts) de la République démocratique allemande, nouvelles subdivisions administratives créées lors de la réforme territoriale de 1952 en remplacement des cinq Länder préexistants. Ces districts furent à leurs tours dissous en 1990, en vue de la réunification allemande et remplacés par les anciens cinq Länder reconstitués, dont le district de Leipzig constitue la partie nord-ouest de l'actuel Land de Saxe.
Immatriculation automobile : S, U

## Démographie
- 1 360 900 hab. en 1989

## Structure administrative
Le district comprenait :
- La ville-arrondissement (Stadtkreis) de :

1. Leipzig

- Les arrondissements-ruraux (Landkreis) de :

1. Altenbourg
2. Borna
3. Delitzsch
4. Döbeln
5. Eilenbourg (de)
6. Geithain
7. Grimma
8. Leipzig-Campagne
9. Oschatz
10. Schmölln
11. Torgau
12. Wurzen

## Gouvernement et les dirigeants du SED

### Premier secrétaire duSEDpour le district
- 1952 Karl Schirdewan (1907–1998)
- 1952–1970 Paul Fröhlich (1913–1970)
- 1970–1989 Horst Schumann (1924–1993)
- 1989–1990 Roland Wötzel (1938–)

### Président du conseil de district
- 1952–1959 Karl Adolphs (1904–1989)
- 1959–1974 Erich Grützner (1910–2001)
- 1974–1989 Rolf Opitz (1929–)
- 1989–1990 Joachim Draber (1940–)
- 1990 Rudolf Krause (mandataire du gouvernement)